# Slag bij Cervera (1000)
De Slag bij Cervera vond plaats op 29 juli 1000 nabij Espinosa de Cervera, in het noorden van Spanje. De strijd bestond uit twee legers. De eerste waren de christelijke troepen gecontroleerd door Sancho García van Castilië en García Gómez van Saldaña. Het tweede leger was het Omajjadische kalifaat Córdoba onder de hijab Almanzor. De strijd, "enorm en moeilijk te beschrijven", was een overwinning voor Almanzor.